# Mont-Saint-Martin (Isère)
Mont-Saint-Martin ist eine französische Gemeinde mit 93 Einwohnern (Stand: 1. Januar 2022) im Département Isère in der Region Auvergne-Rhône-Alpes (vor 2016 Rhône-Alpes). Sie gehört zum Arrondissement Grenoble, zum Kanton Grenoble-2 und zum Gemeindeverband Grenoble-Alpes-Métropole. Die Einwohner werden Saint-Martiniers genannt.

## Geografie
Die Gemeinde Mont-Saint-Martin liegt etwa zehn Kilometer nordnordwestlich von Grenoble in der Südabdachung des Chartreuse-Massivs innerhalb des Regionalen Naturparks Chartreuse. Der höchste Punkt im Gemeindegebiet ist der Gipfel Le Rochers de Chalves (1845 m) im Norden. Unmittelbar westlich von Mont-Saint-Martin fällt das Gelände steil ab zum Rhônetal ab. Umgeben wird Mont-Saint-Martin von den Nachbargemeinden Pommiers-la-Placette im Norden, Proveysieux im Osten, Fontanil-Cornillon im Süden und Südwesten sowie Voreppe im Westen und Nordwesten.

## Bevölkerungsentwicklung
| Jahr                       | 1962 | 1968 | 1975 | 1982 | 1990 | 1999 | 2006 | 2013 | 2021 |
| -------------------------- | ---- | ---- | ---- | ---- | ---- | ---- | ---- | ---- | ---- |
| Einwohner                  | 35   | 20   | 45   | 77   | 77   | 98   | 94   | 79   | 88   |
| Quellen: Cassini und INSEE |      |      |      |      |      |      |      |      |      |

## Sehenswürdigkeiten
- Kirche Saint-Martin, wiedererrichtet im 19. Jahrhundert mit dem Portal aus dem 12. Jahrhundert
- Mühlensteine der Dauphine

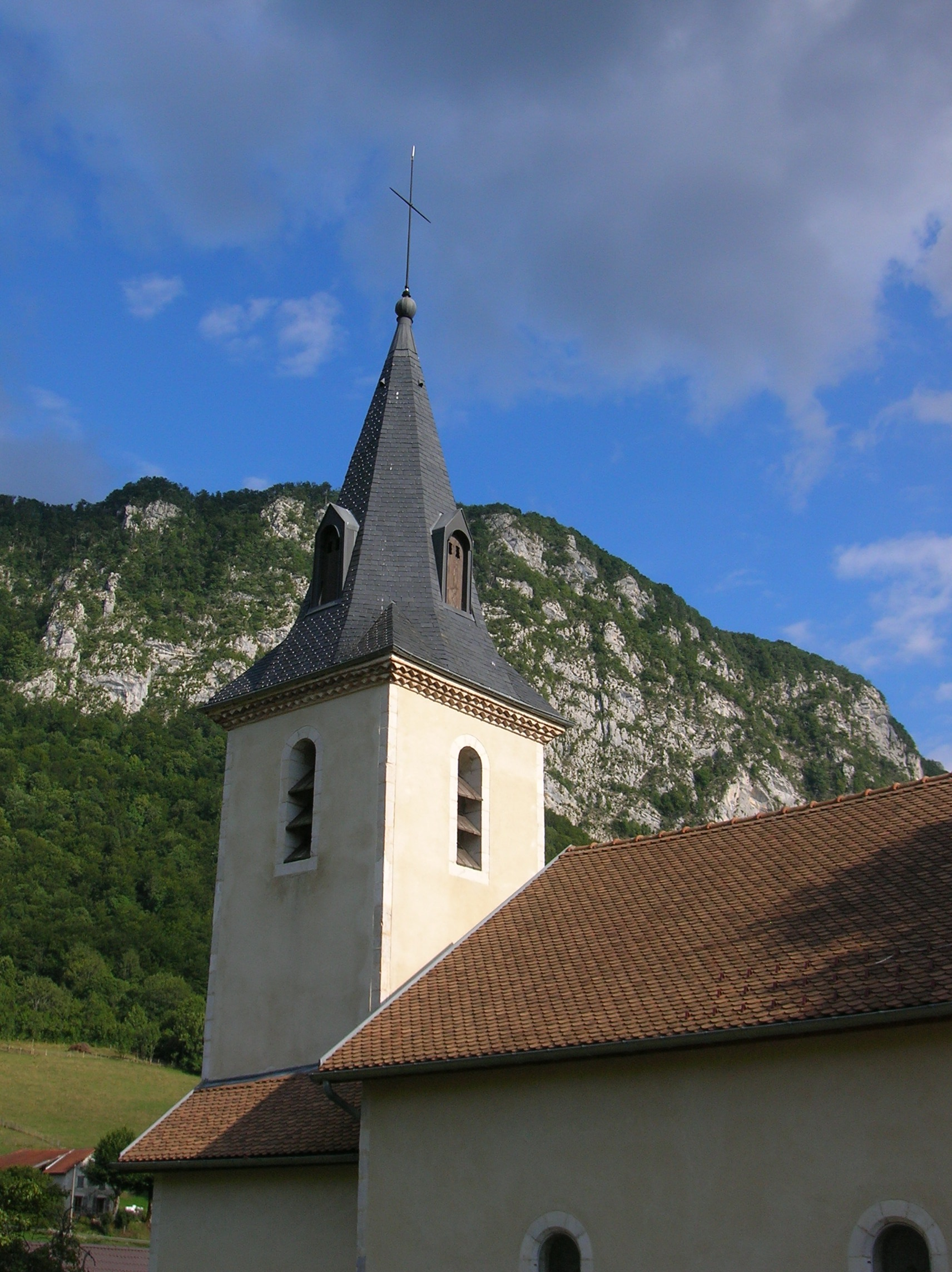
Kirche Saint-Martin
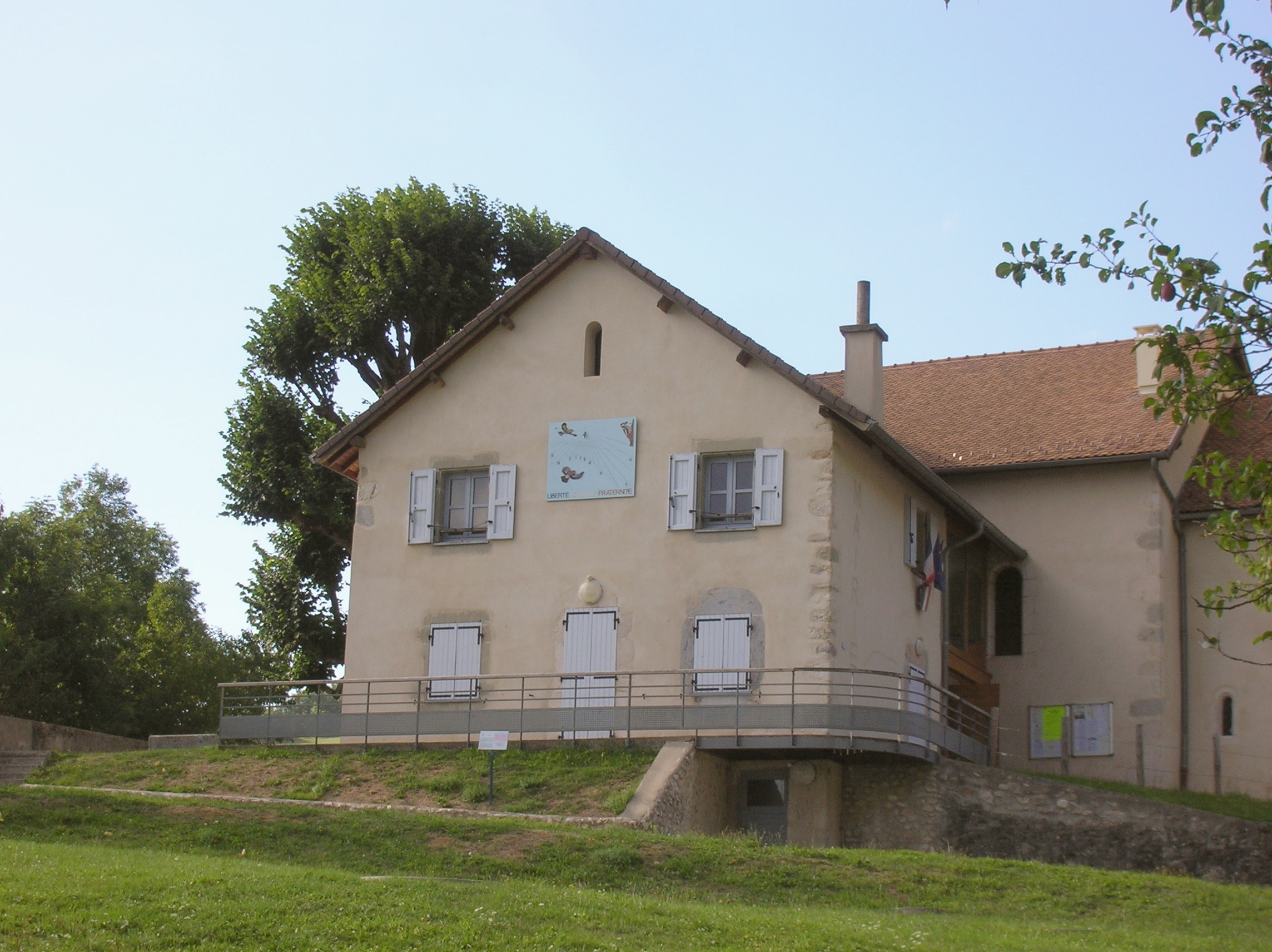
Rathaus (Mairie) von Mont-Saint-Martin
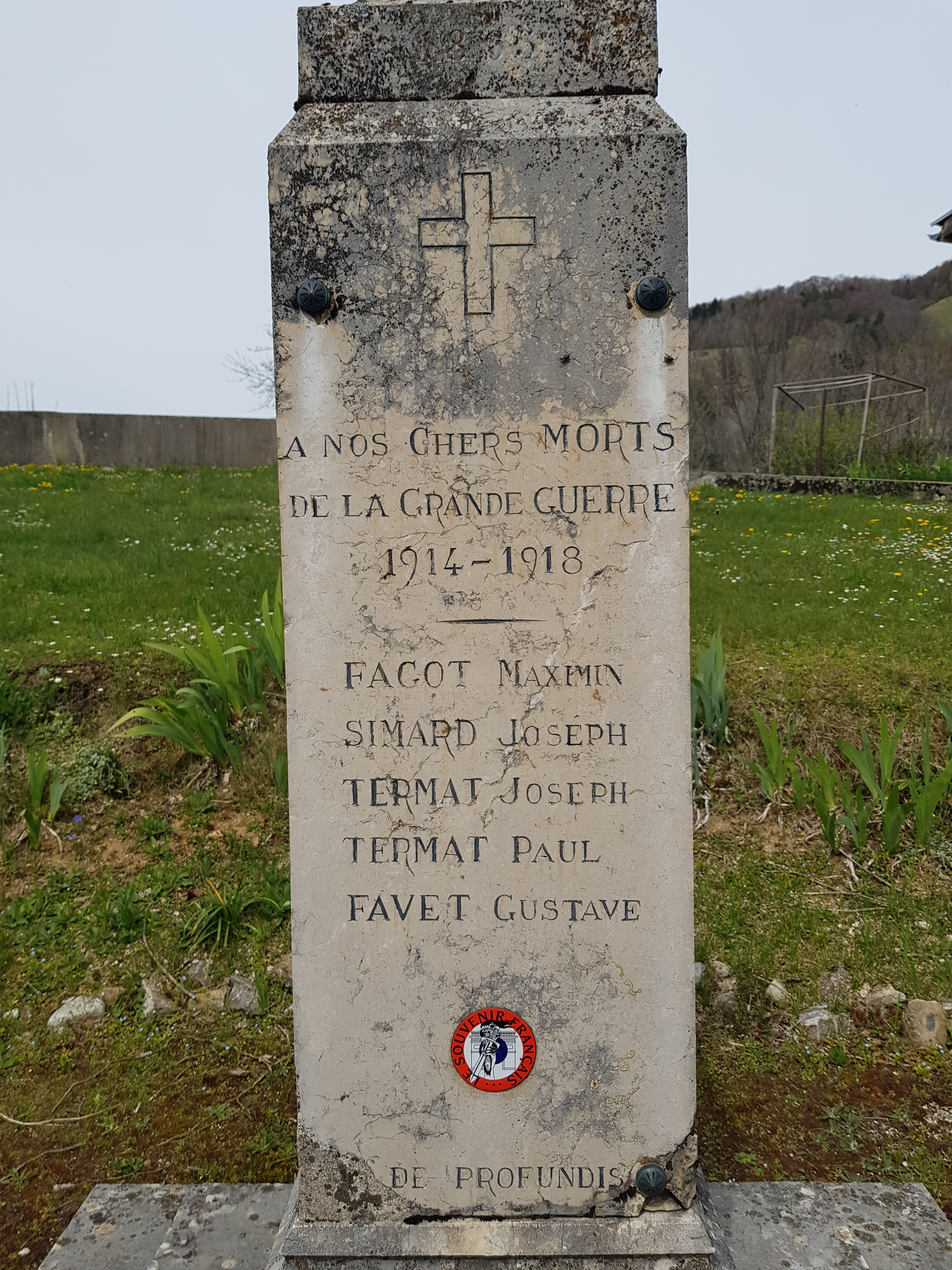
Gefallenendenkmal